# Virksomhedsstudier
|  | Sammenskrivningsforslag Artiklen Virksomhedsstudier er foreslået føjet ind i Institut for Samfundsvidenskab og Erhverv. (Siden september 2019) Diskutér forslaget |

Virksomhedsstudier er et studium på Roskilde Universitet.
Studiet giver indsigt i grundlaget for anvendelse af virksomhedsinterne ressourcer indenfor områderne
almen virksomhedsteori, teknologi og innovation, økonomistyring og organisation.
Desuden også viden om faktorer og metoder til at analysere virksomhedens omverdensforhold,
herunder de markedsmæssige og strategiske, samt ændre og påvirke disse forhold.

## Studiet er delt op i to hovedområder
- Virksomhedens funktioner og interne ressourcer, som bl.a. giver dig en introduktion til metoder og teorier inden for økonomi og sociologi, så du kan lave en vurdering af, hvordan en virksomhed bruger sine interne ressourcer.
- Virksomhedens eksterne ressourcer, hvor du bl.a. studerer virksomhedens markedsmæssige relationer og deres betydning for målopfyldelse og udviklingsmuligheder. Du får konkret viden om de faktorer og metoder, som en virksomhed kan analysere og påvirke sit forhold til omverdenen med.